# 詹東·計晉美
詹東·計晉美（1910年—1978年1月16日），藏文名晉美查巴（藏語：འཇིགས་མེད་གྲགས་པ་，威利转写：'jigs med grags pa），藏族，後藏達納（即今謝通門縣）人，中华民国及中华人民共和国政治人物，班禪堪布會議廳的核心人物之一。

## 生平

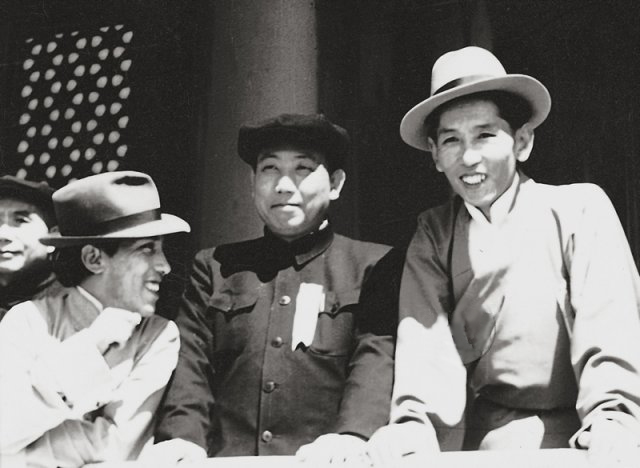
1951年5月1日（国际劳动节），在天安门城楼上。左起：尧西·彭措扎西、詹东·计晋美、阿沛·阿旺晋美

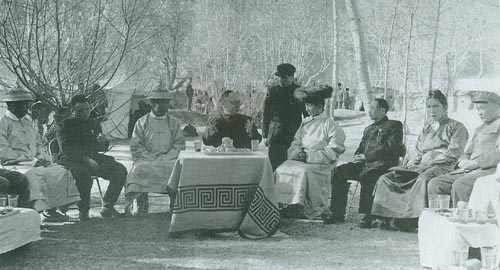
1956年4月，中央代表团团长陈毅、副团长张经武、汪锋同西藏地方有关负责人交谈。左起：詹东·计晋美、汪锋、尧西·古公才旦、陈毅、索康·旺清格勒、张经武、阿沛·阿旺晋美、张国华、站立者为彭哲

計晉美畢業於西藏拉薩學洛札學院。民國十五年（1926年），隨叔父詹東·計玉階經印度、香港到北京，在北海瀛台學漢文，投靠九世班禪，歷任班禪行轅秘書、沖哲、夏堆巴、列贊巴等職。
民國二十七年（1938年）6月22日，任戴季陶的考試院院長行轅藏文秘書。民國二十八年（1939年），甘孜事變中，被任命為瞻化縣縣長。民國三十一年（1942年），任班禪駐重慶辦事處處長，并升為昂囊。
民國三十四年（1945年），在重慶出席中國國民黨第六次全國代表大會，加入中國國民黨（黨證號：特字84714）。
民國三十五年（1946年）10月25日，公布為制憲國民大會代表。民國三十六年（1947年）3月，被聘為憲政實施促進委員會常務委員。同年5月8日被遴選為訓政時期第四屆立法院立法委員、西藏文化促進委員會委員。
民國卅七年（1948年），升為仁希，任班禪駐南京辦事處處長。同年於班禪堪布會議廳中得最高票912票當選暫時旅居內地西藏人員選出之立法委員，并任行憲第一屆立法院集會籌備處籌備委員。
民國卅八年（1949年），從南京經廣州、香港返回香日德。1950年6月，受十世班禪派遣，前往西安代表班禪向彭德懷投誠。1951年，隨同十世班禪赴北京，同年代表班禪列席代表資格到北京參與了和平解放西藏的談判。同年11月26日，任中國人民保衛兒童全國委員會委員。後隨中國人民解放軍第十八軍獨立支隊（任獨立支隊副指揮員）進藏，負責班禪行轅先行工作隊，進藏前升為札薩，又任班禪堪布會議廳委員會主任委員。
1956年6月起，歷任西藏自治區籌備委員會副主任委員（1961年7月17日至1964年12月）、西藏日喀則基巧辦事處主任、民族事務委員會委員、西藏日喀則專員公署專員、西藏自治區體育運動委員會副主任（1961年5月至1966年3月）等職，以及第一、二屆全國人民代表大會常務委員會委員、第三屆全國政協常務委員會委員。
1960年代，因受十世班禅“七万言书”牵连，詹东·计晋美等班禅集团人士遭到迫害。1964年，詹东·计晋美失去人身自由。后来，他被投入监狱。1978年，詹东·计晋美逝世，享年67岁。
1980年，胡耀邦、万里、杨静仁等国家领导人赴西藏视察工作后，詹东·计晋美获得平反。1980年7月8日，在拉萨为詹东·计晋美、恩久·洛桑群培、顿吉·索朗多吉召开了追悼会。

## 家庭
- 夫人：索朗塔
- 二夫人：阿喜拉[3]
- 三夫人：計羅秀英，後藏達納人，康定女子師範學校畢業，曾任西藏補習學校教員，第一屆國民大會代表
- 儿子：计明南加，拉萨市人民政府副市长、第十一届全国政协委员。
- 侄子：孙格巴顿，计晋美是孙格巴顿的姑父。[12]

## 出席立法院會期
第一屆第一會期：
- 內政及地方自治委員會
- 法制委員會
- 邊政委員會